# Неслухівський парк
Неслу́хівський парк — парк-пам'ятка садово-паркового мистецтва місцевого значення в Україні. Розташований у межах Кам'янко-Бузького району Львівської області, в селі Неслухів. 
Площа 7 га. Статус з 1984 року. Перебуває у віданні Львівської дослідної станції садівництва. 
Парк є частиною палацового комплексу колишнього маєтку Дідушицьких. На його території є насадження голубої сосни, дубів та багато інших видів рослин — загалом 82 види та 18 форм, що належать до 54 родів і 28 родин. 
Парк розташований на схилі пологого пагорба, при ставі. Частиною парку є також мальовничий острівок на ставі, що з'єднаний з берегом дугоподібним металевим містком. 

## Фотографії

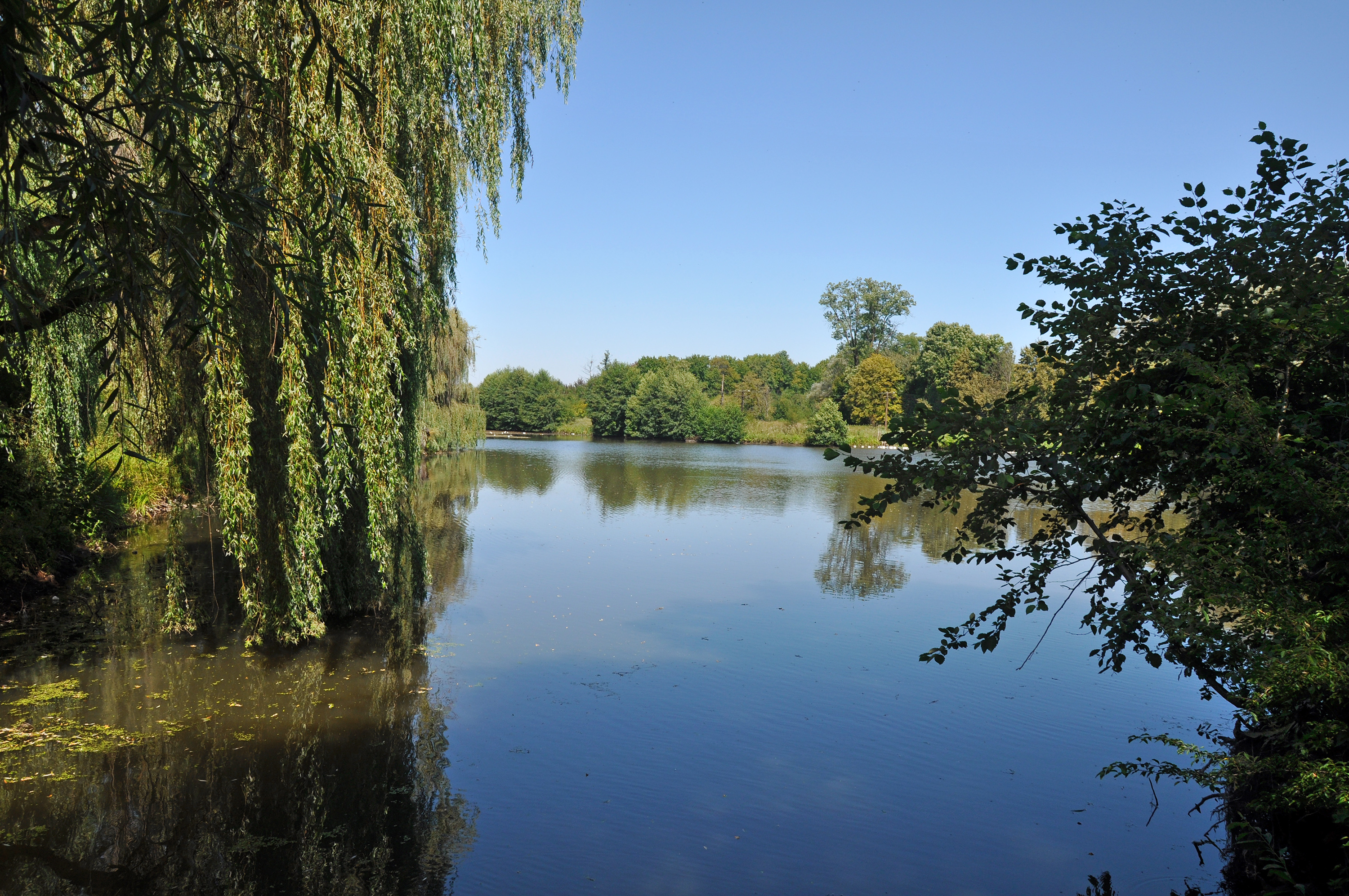
Ставок в парку
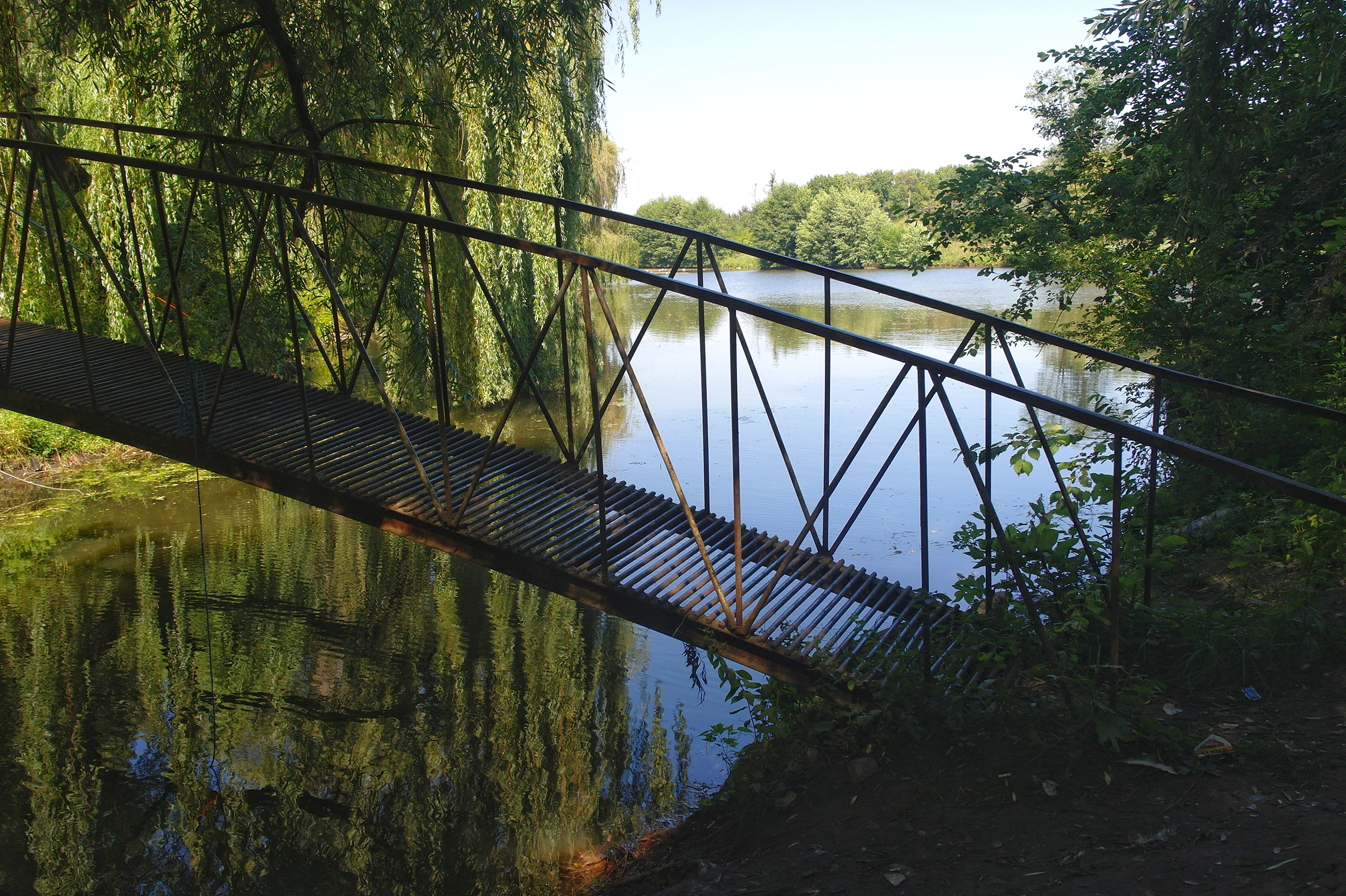
Міст на острів
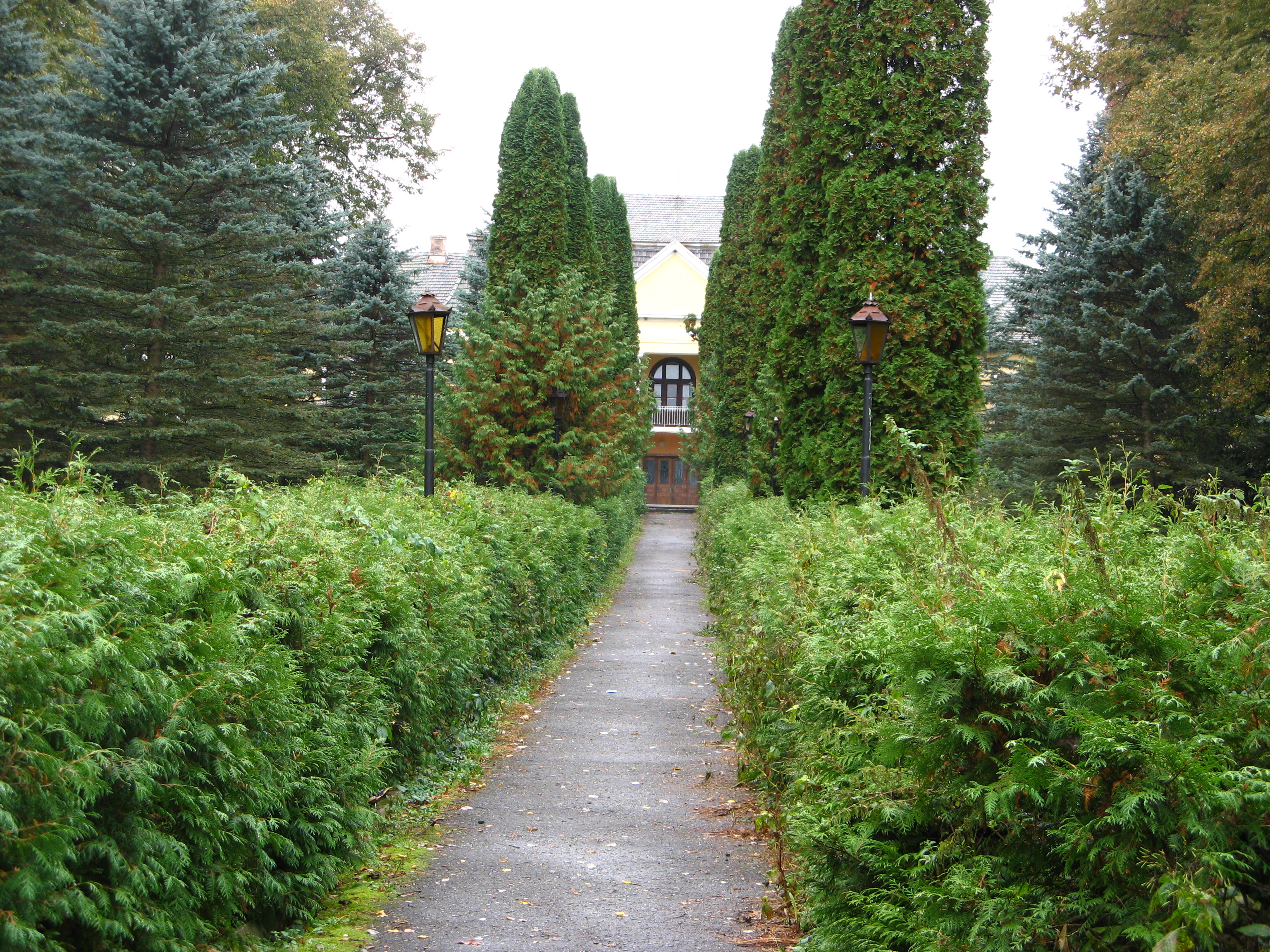
Алея до палацу Дідушицьких
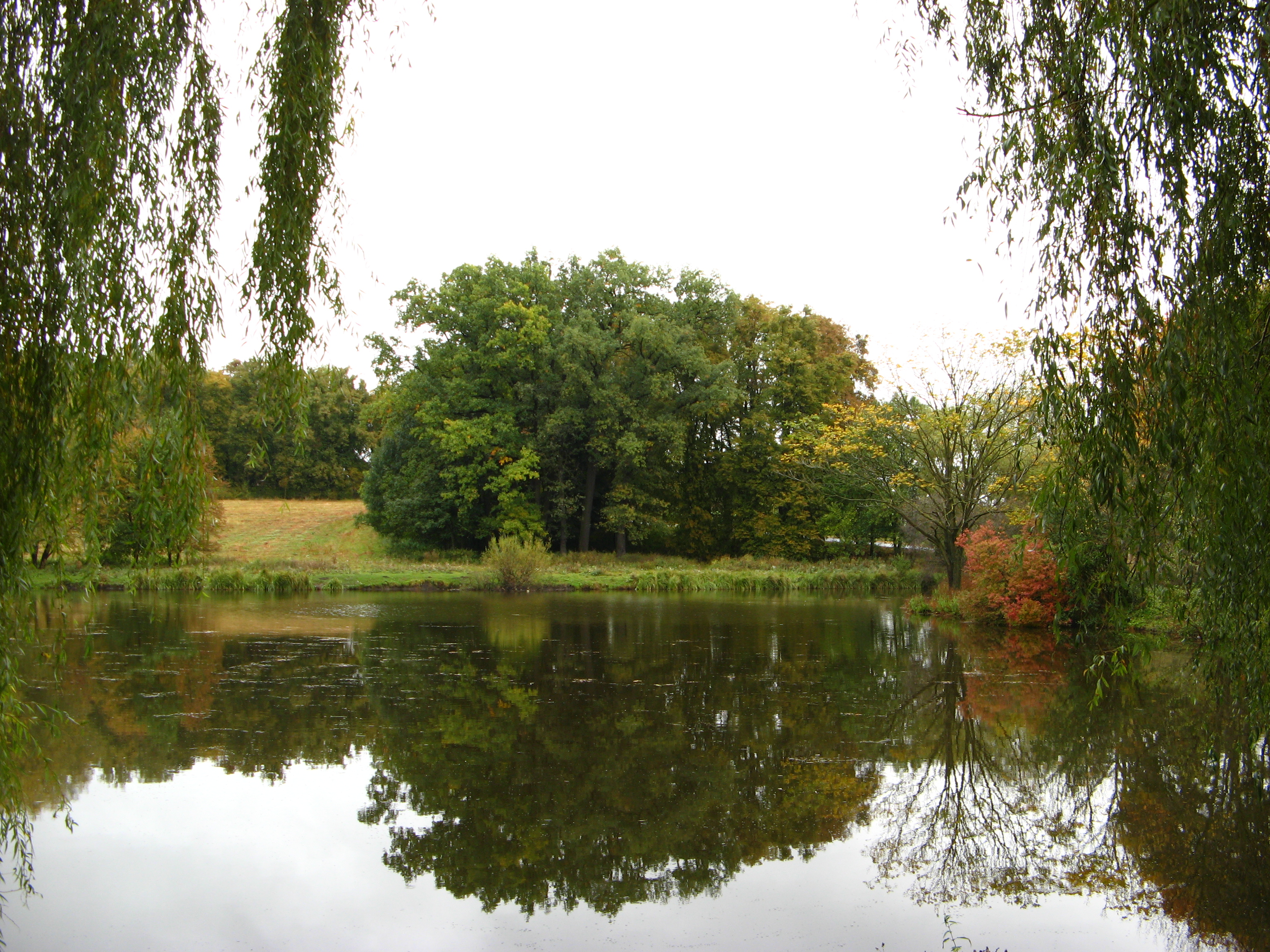
Парк восени
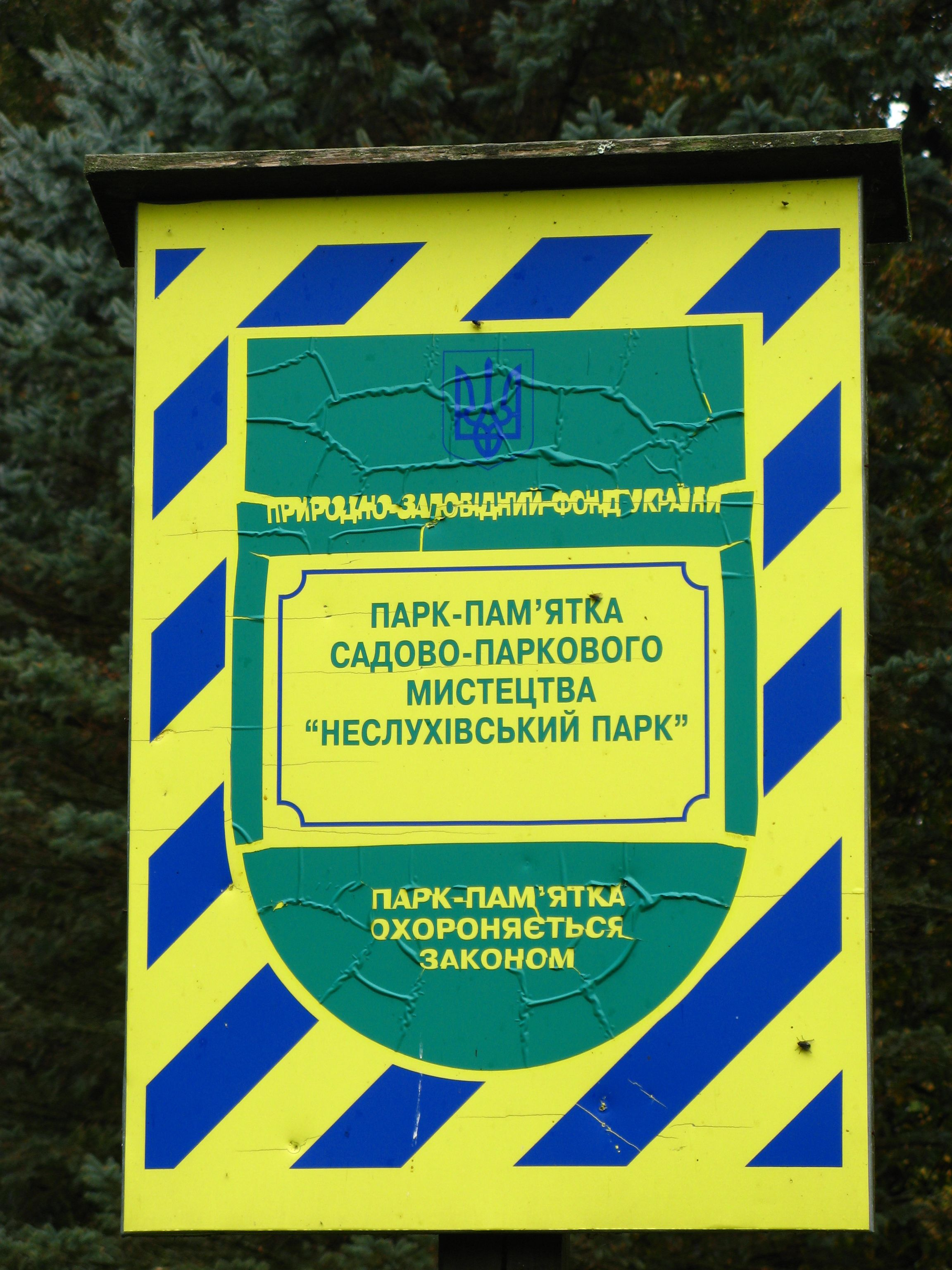
Охоронна табличка